# De Knuif
De Knuif (Gronings: De Knoef), was een gehucht op de grens van de gemeenten Borgsweer, Oterdum en Nieuwolda in de huidige gemeenten Eemsdelta en Oldambt. Het gehucht is na 1601 ontstaan vlakbij de plek waar het Hondshalstermaar werd doorsneden door het Termunterzijldiep. Om scheepvaartverkeer mogelijk te maken, werd aan beide zijden van het Zijldiep een verlaat gebouwd. Langs het Zijldiep liep bovendien een trekpad, terwijl er verderop een brug over het diep lag. De Knuif was zodoende een belangrijk markeringspunt, waar verschillende verkeersroutes elkaar kruisten. 
Het verlaat aan de noordkant bij het Hondshalstermaar werd later vervangen door een klief (= klepduiker), waarna het nabijgelegen huis De Klieve werd genoemd. In de 19e eeuw werd de molen van de Zomerdijkstermolenpolder hierheen verplaatst, later kwam er een stoomgemaal; nu bevindt zich hier het motorgemaal Tonnistil. 
Iets verderop, aan de overkant van het Zijldiep, lag het Oostwolderverlaat, dat toegang gaf tot het Oosterhamrikkermaar. Daar verrees rond 1800 de Knuifstermolen, een poldermolen van het waterschap Nonnegaatsterpolder te Nieuwolda, later vervangen door het stoomgemaal De Leegte.
Tegenover het Oostwolderverlaat lag in het kerspel Oterdum het boerderijtje De Knuif of de Groote Knuif; in 1832 was dit een herberg voor passerende reizigers. Het huis lag op de Zomerdijk en staat getekend op een kaart uit 1726. Nog weer verderop aan het Zijldiep lag de Kleine Knuif, een huisje op de diepswal onder Lalleweer in het kerspel Borgsweer, waar in 1690 Hindrik op de Knuijf woonde. Ook is meermalen sprake van landerijen die in de Knoef lagen. 
Tot in de jaren vijftig van de 20e eeuw stonden in de Knuif en De Klieve een boerderij, vijf huizen en twee stoomgemalen, daarna verdween het buurtje van de kaart. 
In de 17e eeuw liep hier verder de landweg van Nieuwolda via de Zomerdijk naar Wagenborgen. Deze route volgde vanaf Nieuwolda-Oost de Buitenweg of Griedelaan, ging dan via de Raadsherentil (ca. 1680 Raets Heeren Tyll) over het Termunterzijldiep naar een laan aan de noordzijde van het diep, om vervolgens via een laan naar De Knuif bij de Zomerdijk aan te komen. Kort na 1700 lijkt deze Raatsheeren Til weer te zijn afgebroken. De doorgaande route naar Wagenborgen kwam te vervallen. Een huis dat bij het ontbrekende stuk van de weg aan Zomerdijk stond, werd voortaan Stokkerij genoemd, kennelijk omdat het verkeer hier stokte.
Bij De Knuif bevond zich verder een onderleider die het water vanuit het Oude Maar aan de zuidkant van het Zijldiep naar het Oterdumerzijl moest leidden. Ook deze werd later vervangen door een klief.

## Oud-Houwerda
De naam De Knuif is mogelijk ontleend aan een steenhuis. Het vermoeden is dat dit een steenhuis van de hoofdelingenfamilie Houwerda was. De nabijgelegen boerderij aan de Zomerdijk (nr. 7) ligt op een verhoogd erf en was vroeger voorzien van singels en grachten waarin puin en keien zijn gevonden. De provinciekaart van  Nicolaes Visscher van omstreeks 1680 noteert in deze omgeving olim (= vroeger) Houwerda, en ook Theodorus Beckeringh tekent hier in 1781 Oudt Houwerda.
Het Oost-Friese woord knuf betekent 'een stomp', een knūve staat voor ‘klomp, blok, knoest. Misschien werd het woord hier gebruikt als synoniem voor knol 'bult', waarmee elders in Groningen stinswieren werden aangeduid. Het Groningse woord knoeven betekent daarentegen 'vleugellam maken'.